# ایزوستان
ایزوستان (به انگلیسی: Isocetane) یک ترکیب شیمیایی با شناسه پاب‌کم ۲۰۴۱۴ است. شکل ظاهری این ترکیب، مایع شفاف بی‌رنگ است.